# 糙尾高原鰍
糙尾高原鰍（學名：Triplophysa crassicauda）為輻鰭魚綱鯉形目條鰍科高原鰍屬的其中一種。分布於亞洲中國青海省格爾木河流域，體長可達10.4公分，棲息在溪流底層水域，生活習性不明。
其种加词“crassicauda”意为“厚尾的”。